# Sociolismo

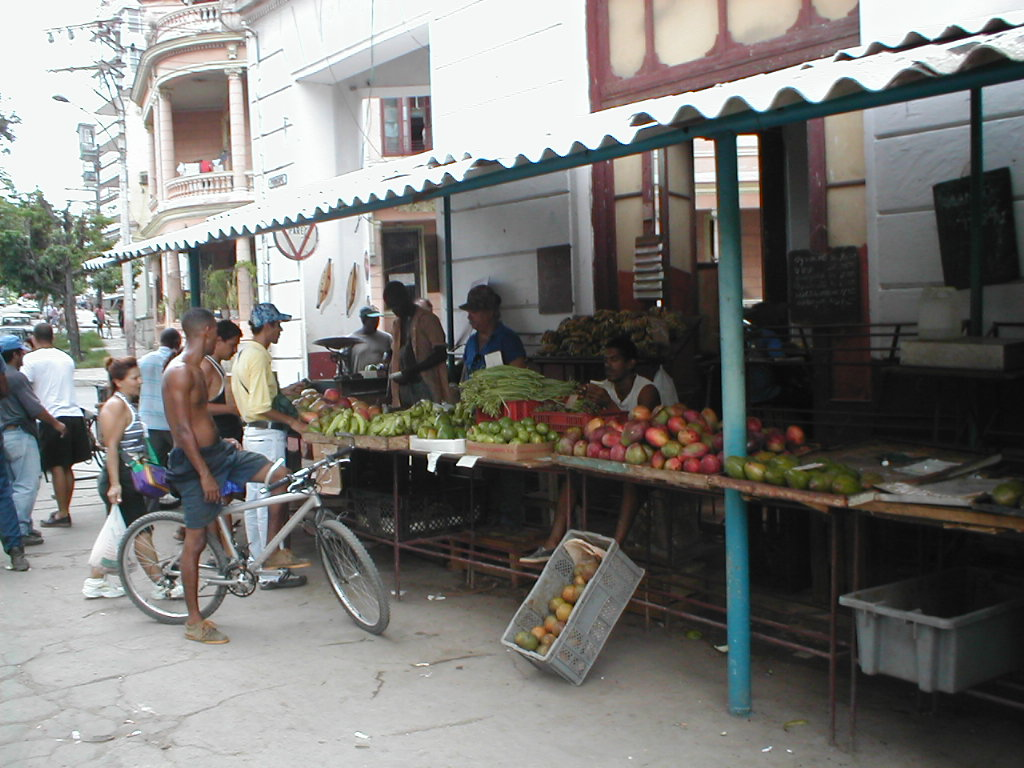
Muchos cubanos dependen de las conexiones y el trueque, actividad denominada Sociolismo, para obtener los artículos que necesitan. Un mercado de La Habana, octubre de 2002.

Sociolismo también conocido como amiguismo es el término utilizado en Cuba para describir el intercambio de favores por parte de personas generalmente relacionadas, eludiendo restricciones burocráticas, o la obtención de mercancías difíciles de encontrar. Proviene de la palabra socio, un compañero de negocios o de amistad, y es un juego de palabras sobre socialismo. Es análoga a la Blat de la Unión Soviética, y tiene alguna similitud con las redes good ol 'boy del Sur de los Estados Unidos, y las redes old boy de Gran Bretaña.
El término está particularmente relacionado con la economía de mercado negro, y la percepción de clientelismo en la economía centralizada y nacionalizada de Cuba.

## Funcionamiento
Los socios pueden ser operadores de mercado negro que "facilitan" (roban) mercancías que están oficialmente reservadas para el Estado. También pueden obtener un empleo de alguien u obtener documentación.
El sistema es utilizado por cualquier persona, y va desde enviar un mensaje de correo electrónico o imprimir un resumen (cuando no dispone de un ordenador), o necesidades de pintura o cemento, pero no tiene acceso a una oficina o tienda del gobierno. Gary Marx, corresponsal del Chicago Tribune en la La Habana, reporta que el sistema funciona de esta manera: los cubanos envían señales de que necesitan algo, hacen llamadas telefónicas y visitan vecinos y amigos para encontrar la persona adecuada que puede poner las cosas en marcha. Pocas personas tienen sus propios coches y los autobuses, o camellos, son lentos y van repletos; muchos cubanos pasan horas cada día en la organización de viajes para ir al trabajo, escuela o llevar a cabo una tarea. Las personas a menudo deben obtener y asegurarse de lo que necesitan por fuera o por la izquierda, argot que significa fuera del sistema.

## Niveles
El sistema tiene diferentes niveles y obligaciones. Amigos, vecinos y familiares se hacen favores unos a otros sin esperar nada a cambio. Pero con menos conocidos, el intercambio es más normal con cosas como el champú, un trozo de pollo, frutas, o efectivo.
A veces, los favores se extienden a cientos de personas. Los empleados de una empresa estatal en Pinar del Río tenían un trato especial en un hospital local a cambio de papel, lápices y otros materiales escasos y servicios.

## Filosofía e impacto
La teoría del "sociolismo" deduce que cualquier otra persona con control sobre recursos podría intercambiar el acceso a esos recursos para algunos, actuales o futuros, beneficios personales de orden material (es decir sigue el esquema: propiedad, mercado y ganancias). Este complejo de redes de obligaciones recíprocas se convirtió así en una parte importante del funcionamiento de la economía cubana. La vida cotidiana incluye el mantenimiento de las relaciones personales necesarias para garantizar el acceso a bienes y servicios necesarios, a través de canales no oficiales o a través de los canales oficiales de forma no oficial. Aunque el término se hizo prominente durante la recesión económica conocida como Periodo especial en Cuba, el uso ha seguido en los mediados de la década 2000.
Aspectos del Sociolismo cubano fueron exportados a los Estados Unidos a través de inmigrantes cubanos, que se basan en los amigos y familiares en su nuevo país para ayudarse en la búsqueda de puestos de trabajo, ya que no fueron capaces de certificar sus conocimientos o su empleo en Cuba. Esto es particularmente frecuente la gran comunidad cubanoamericana en la Florida.